# Never Tigere
Never Tigere (Harare, 16 dicembre 1990) è un calciatore zimbabwese, centrocampista dell'Azam e della nazionale zimbabwese.

## Carriera

### Club
Nel 2018 e nel 2019 con la maglia del Platinum ha conquistato due campionati zimbabwesi e disputato due edizioni di CAF Champions League realizzando 4 reti in 8 presenze.

### Nazionale
Debutta con la nazionale zimbabwese il 19 luglio 2019 scendendo in campo nel match di qualificazione per il Campionato delle nazioni africane vinto 4-0 contro le Mauritius.
Nel 2021 viene convocato per la Coppa delle nazioni africane 2021.

## Statistiche
Statistiche aggiornate al 30 dicembre 2021.

### Cronologia presenze e reti in nazionale
| Cronologia completa delle presenze e delle reti in nazionale ― Zimbabwe | Cronologia completa delle presenze e delle reti in nazionale ― Zimbabwe | Cronologia completa delle presenze e delle reti in nazionale ― Zimbabwe | Cronologia completa delle presenze e delle reti in nazionale ― Zimbabwe | Cronologia completa delle presenze e delle reti in nazionale ― Zimbabwe | Cronologia completa delle presenze e delle reti in nazionale ― Zimbabwe | Cronologia completa delle presenze e delle reti in nazionale ― Zimbabwe | Cronologia completa delle presenze e delle reti in nazionale ― Zimbabwe |
| Data                                                                    | Città                                                                   | In casa                                                                 | Risultato                                                               | Ospiti                                                                  | Competizione                                                            | Reti                                                                    | Note                                                                    |
| ----------------------------------------------------------------------- | ----------------------------------------------------------------------- | ----------------------------------------------------------------------- | ----------------------------------------------------------------------- | ----------------------------------------------------------------------- | ----------------------------------------------------------------------- | ----------------------------------------------------------------------- | ----------------------------------------------------------------------- |
| 29-7-2019                                                               | Centre de Flacq                                                         | Mauritius                                                               | 0 – 4                                                                   | Zimbabwe                                                                | Qual. CHAN 2020                                                         | 1                                                                       |                                                                         |
| 4-8-2019                                                                | Bulawayo                                                                | Zimbabwe                                                                | 3 – 1                                                                   | Mauritius                                                               | Qual. CHAN 2020                                                         | -                                                                       | 48’                                                                     |
| 22-9-2019                                                               | Harare                                                                  | Zimbabwe                                                                | 3 – 1                                                                   | Lesotho                                                                 | Qual. CHAN 2020                                                         | -                                                                       | 64’                                                                     |
| 10-1-2022                                                               | Bafoussam                                                               | Senegal                                                                 | 1 – 0                                                                   | Zimbabwe                                                                | Coppa d'Africa 2021 - 1º turno                                          | -                                                                       | 88’                                                                     |
| Totale                                                                  |                                                                         | Presenze                                                                | 4                                                                       |                                                                         | Reti                                                                    | 1                                                                       |                                                                         |

## Palmarès

### Club

#### Competizioni nazionali
- Campionato zimbabwese: 2

Platinum: 2018, 2019